# 28 cm MRK L/40
Il 28 cm MRK L/40 era un cannone navale tedesco che equipaggiava le pre-dreadnought classe Brandeburg della Kaiserliche Marine e dalla Osmanlı Donanması. Il cannone fu adattato all'impiego come artiglierie ferroviarie quando, nel 1915, queste navi da battaglia furono messe in disarmo.

## Storia
Il cannone armava le navi da battaglia multicalibro classe Brandeburg. Ognuna delle navi era armata con quattro MRK L/40 su due torri binate, più due simili 28 cm MRK L/35 su una terza torre. La SMS Kurfürst Friedrich Wilhelm e la SMS Weißenburg rimasero in servizio fino al 1910 quando vennero vendute all'Impero ottomano partecipando alla battaglia di Elli del 1912. La SMS Brandenburg e la SMS Wörth vennero disarmate nel 1915 e smantellate definitivamente nel 1919-1920.
Alcuni MRK L/40 furono trasferiti dalla Kaiserliche Marine all'Esercito Imperiale quando le pre-dreadnoughts iniziarono ad andare in disarmo. Sei furono installati su impianto Eisenbahn und Bettungsschiessgerüst (E.u.B., piattaforma ferroviaria e di tiro), impiegata con successo da altri cannoni ferroviari tedeschi. I cannoni ferroviari così ottenuti, designati 28 cm K L/40 "Kurfürst", furono impiegati sul fronte occidentale, per essere poi smantellati in applicazione delle clausole del trattato di Versailles.

## Tecnica
Il MRK L/40 fu costruito con l'allora innovativa tecnica delle canne composite, formate da un'anima e diverse camicie esterne. La culatta montava un otturatore Krupp a cuneo orizzontale invece che a vite interrotta, come generalmente diffuso sui cannoni pesanti delle altre nazioni, ed impiegava munizioni con cariche di lancio in sacchetti di seta.

### Impianti navali
Questi cannoni furono usati in torri corazzate binate modello Drh.L. C/92, che equipaggiavano in due esemplari ciascuna le pre-dreadnought Brandeburg, delle quali costituivano l'armamento principale insieme ad una terza torretta con due 28 cm MRK L/35. Il settore di elevazione era compreso tra -5° e +25°, mentre l'angolo di tiro era di 150° su ogni lato. Le bocche da fuoco dovevano essere ogni volta riportate ad alzo 0° per il caricamento. La movimentazione era idraulica, con pompe azionate a vapore, mentre caricamento e calcata erano manuali. Questi cannoni potevano sparare una granata perforante Psgr L/2.6 o una ad alto esplosivo Spr.gr. L/2.9 con spoletta posteriore, pesanti 240 kg, ad una distanza massima di 18,83 km alla massima elevazione. Ogni nave aveva una dotazione di circa 60 colpi per arma. La cadenza di tiro era di circa un colpo ogni due minuti.

### Affusti terrestri
A partire dal 1915 alcuni cannoni furono adattati all'impiego terrestre. Sei cannoni furono installati su Bettungsschiessgerüst (BSG, piattaforme di tiro), impianti semi-trasportabili, che potevano essere piazzati con alcune settimane di lavoro di preparazione..